# Giuliano Giorgi
Giuliano Giorgi (Carrara, 9 gennaio 1961 – Livorno, 21 luglio 2013) è stato un calciatore italiano, di ruolo difensore.

## Biografia
È deceduto nell'estate 2013 all'ospedale di Livorno, all'età di 52 anni, dopo una lotta di qualche anno contro un tumore cerebrale.

## Carriera
Cresce calcisticamente nella Carrarese con cui esordisce in Serie C2 a 18 anni nella stagione 1978-1979.

Giorgi (in piedi, terzo da sinistra) nel Barletta del 1987-1988

Viene poi acquistato dalla Fiorentina, ma trova poco spazio (nessuna presenza in campionato nella stagione 1979-1980), ed è ceduto all'Atalanta in Serie B per la stagione 1980-1981. Con i bergamaschi tuttavia disputa solo cinque incontri del campionato che vede la prima retrocessione della storia per i nerazzurri in Serie C1, categoria in cui resta trasferendosi all'Empoli.
Dopo un biennio con i toscani (con cui ottiene una promozione in Serie B), viene ceduto al Brescia, con cui passa dalla C1 alla Serie A nel giro di due anni.
Nel massimo campionato disputa una stagione da titolare (24 presenze complessive), chiusa con la retrocessione dei lombardi, durante la quale mette a segno una rete nel successo interno sull'Empoli del 14 dicembre 1986, ma è anche responsabile di tre autoreti di cui due nella sfida esterna contro la Fiorentina dell'8 febbraio 1987.
Nell'estate 1987 si trasferisce al Barletta in serie B, concludendo la carriera due anni dopo alla Sambenedettese in Serie C1.
In carriera ha totalizzato complessivamente 24 presenze ed una rete in Serie A e 71 presenze in Serie B.

## Palmarès

### Competizioni nazionali
- Campionato italiano Serie D: 1

Carrarese: 1977-1978 (girone E)
- Campionato italiano Serie C1: 2

Empoli: 1982-1983 (girone B)
Brescia: 1984-1985 (girone A)